# First Canadian Army
La First Canadian Army fu un'armata creata dal Canadian Army nell'aprile del 1942 per prendere parte alla seconda guerra mondiale. Unica formazione militare di queste dimensioni a essere mai creata dalle forze armate del Canada, la First Canadian Army era in realtà un'unità multinazionale, composta in egual misura di truppe canadesi e britanniche e con aggregati diversi contingenti provenienti dagli Alleati minori.
Dopo un lungo periodo di addestramento in Gran Bretagna, l'armata fu sbarcata nella Francia settentrionale nel luglio 1944 per prendere parte agli scontri della battaglia di Normandia. La First Canadian Army collaborò attivamente alla chiusura della sacca di Falaise in agosto, per poi spingersi oltre la Senna per ripulire dalle forze tedesche la costa meridionale del canale de La Manica; nel novembre 1944 partecipò ai difficili scontri della battaglia della Schelda, per poi attestarsi in posizione difensiva nei Paesi Bassi meridionali.
Nel febbraio-marzo 1945 la First Army partecipò all'operazione Veritable in Renania, per poi concludere la guerra liberando dall'occupazione tedesca il resto dei Paesi Bassi. L'armata fu quindi disattivata nel luglio 1945 e formalmente sciolta nel febbraio 1946.

## Storia

### La formazione

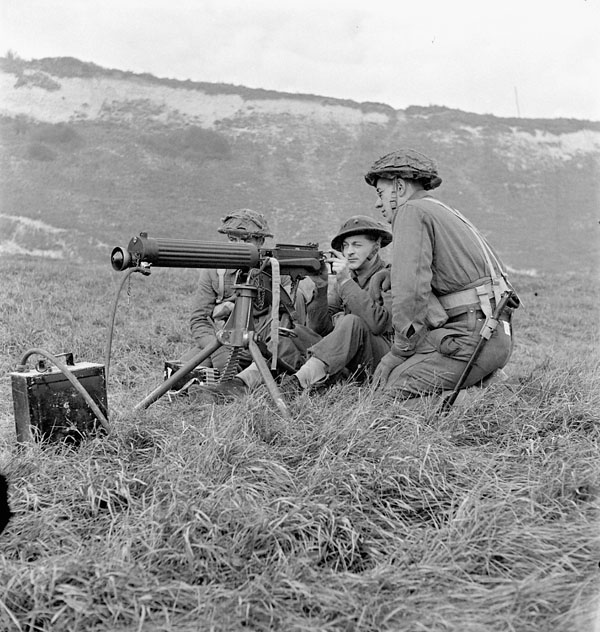
Soldati canadesi si addestrano nel Regno Unito nel 1942 con una mitragliatrice Vickers

Allo scoppio della seconda guerra mondiale nel settembre 1939 l'Esercito canadese era una formazione piccola e destinata primariamente alla difesa territoriale del Canada stesso, ma crebbe rapidamente grazie al massiccio afflusso di volontari. Due divisioni di fanteria furono rapidamente organizzate con il personale in servizio permanente, e inviate oltremare per sostenere gli Alleati: la 1st Canadian Infantry Division salpò per il Regno Unito nel dicembre 1939, e alcune sue unità videro l'azione nel giugno 1940 nel corso delle fasi finali della campagna di Francia; la 2nd Canadian Infantry Division arrivò nel Regno Unito nell'agosto 1940, e nel dicembre seguente fu unita alla 1st Division per formare un corpo d'armata (Canadian Corps) agli ordini del generale Andrew McNaughton.
Il continuo afflusso di volontari portò a una progressiva espansione degli organici dell'Esercito canadese, il cui stato maggiore iniziò a stendere piani per la formazione di ulteriori unità: una 3rd Canadian Infantry Division arrivò nel Regno Unito nel luglio 1941, seguita da due divisioni corazzate (la 4th Canadian (Armoured) Division e la 5th Canadian (Armoured) Division) all'inizio del 1942; un unico comando di corpo d'armata risultava ora troppo ristretto per amministrare correttamente tutte le unità canadesi, e venne quindi deciso di costituire due corpi d'armata (il primo con le tre divisioni di fanteria, il secondo con le due divisioni corazzate) riuniti sotto un comando d'armata. Il quartier generale della First Canadian Army (designazione ufficialmente adottata il 17 dicembre 1942) fu formalmente attivato il 6 aprile 1942 sotto la direzione del generale McNaughton, con sede a Headley nel Surrey; il precedente Canadian Corps fu ridesignato come I Canadian Corps, mentre a causa della carenza di ufficiali di stato maggiore il II Canadian Corps non fu formalmente attivato fino al 14 gennaio 1943.

### Invio al fronte

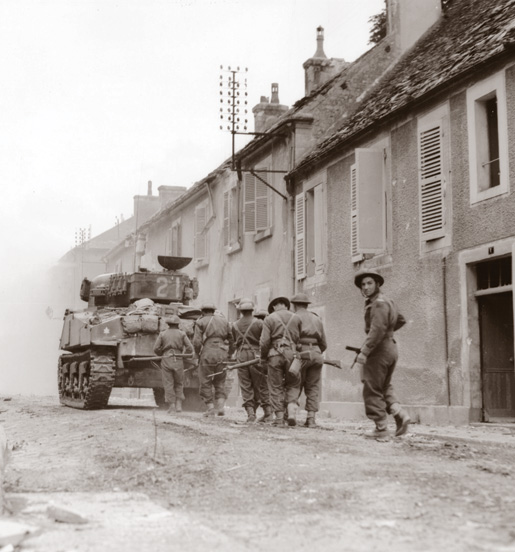
Truppe e carri canadesi in marcia all'interno di Falaise nell'agosto 1944

A parte l'impiego di due brigate della 2nd Division nel fallimentare raid su Dieppe del 19 agosto 1942, le forze canadesi nel Regno Unito trascorsero mesi senza essere impegnate in operazioni di sorta, limitandosi ad addestrarsi e prepararsi per la progettata e continuamente rimandata invasione alleata della Francia settentrionale. Su pressione del governo canadese, che voleva un impiego più attivo per le sue truppe, nell'estate del 1943 la 1st Canadian Division e la 1st Army Tank Brigade furono sottratte all'organico della First Army e inviate nel teatro del Mediterraneo in forza alla Eighth Army britannica, venendo impiegate nel corso dello sbarco in Sicilia; alla fine del 1943 l'intero comando del I Canadian Corps, la 5th Canadian (Armoured) Division e unità di supporto furono inviate nel Mediterraneo, dove presero parte alle prime fasi della campagna d'Italia sempre in forza alla Eighth Army britannica. Sotto il controllo della First Army rimase il solo II Canadian Corps, ora composto dalla 2nd e 3rd Division, dalla 4th (Armoured) Division e dalla 2nd Canadian Armoured Brigade.
La sottrazione dell'intero I Corps dall'organico della First Army provocò le ire del generale McNaughton, contrario a un tale frazionamento delle sue truppe. In polemica con le decisioni del suo governo, McNaughton rassegnò le dimissioni dal comando dell'armata il 21 dicembre 1943; dopo un breve interregno sotto la direzione del generale Kenneth Stuart, già capo di stato maggiore di McNaughton, il comando della First Army passò quindi al generale Harry Crerar a partire dal 20 marzo 1944. L'esistenza stessa dell'armata rimase in forse per un certo periodo, ma dopo consultazioni tra le autorità militari canadesi e britanniche si decise di mantenerla in vita nella sua forma attuale e sotto un comando canadese: l'armata avrebbe costituito una forza di riserva in vista degli imminenti sbarchi in Francia, e il posto del I Canadian Corps nel suo organico sarebbe stato preso da un'analoga formazione britannica.
La First Army non prese direttamente parte allo sbarco in Normandia il 6 giugno 1944, ma la sua 3rd Division e la 2nd Armoured Brigade furono temporaneamente aggregate alla Second Army britannica e sbarcarono a Juno Beach, venendo poi raggiunte dal resto del II Corps per essere impiegate, nelle settimane seguenti, negli scontri per la conquista di Caen. Il quartier generale della First Army raggiunse la Normandia solo alla fine di giugno, dopo che la testa di ponte alleata fu ingrandita abbastanza da permettere lo spiegamento di ulteriori truppe: il 23 luglio l'armata divenne formalmente operativa sulla linea del fronte, anche se inizialmente con in organico il solo I Corps britannico del generale John Crocker, trasferito dalla Second Army; il II Canadian Corps del generale Guy Simonds, fino a quel momento sotto comando britannico, andò a completare l'organico dell'armata il 31 luglio.
Benché ancora definita come "canadese", l'armata si caratterizzò ben presto per una spiccata composizione "internazionale": poco dopo il suo arrivo in Normandia, la 1 Dywizja Pancerna (una divisione corazzata composta da polacchi espatriati nel Regno Unito dopo l'occupazione della loro madrepatria) fu aggregata permanentemente alla First Army, la quale si ritrovò poi sotto il suo comando (per periodi più o meno lunghi) altre unità costituite dai governi in esilio alleati come la Brigade Piron belga, la Prinses Irene Brigade dei Paesi Bassi e la 1ª Brigata corazzata cecoslovacca; anche la 104th Infantry Division statunitense fu, per un breve periodo, inserita nell'organico dell'armata.

### Operazioni principali

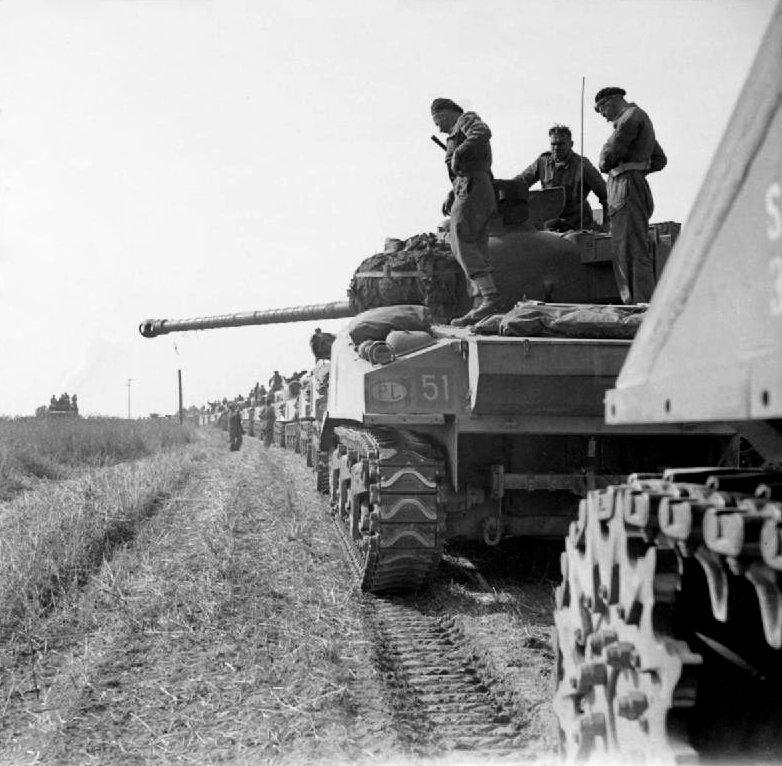
Carri M4 Sherman della divisione corazzata polacca durante una pausa degli scontri in Normandia

L'armata di Crerar occupava l'estremo settore orientale della linea alleata sotto l'egida del 21st Army Group del generale Bernard Law Montgomery, e si ritrovò ben presto pesantemente impegnata negli scontri per l'allargamento della testa di ponte alleata a est di Caen. L'8 agosto le forze di Crerar sferrarono un massiccio attacco contro le posizioni tedesche (operazione Totalise) per conquistare il terreno elevato a nord di Falaise: la fanteria del II Corps riuscì a rompere la linea nemica, ma l'azione di sfondamento della 5th Armoured Division e della divisione polacca fu bloccata dalle riserve corazzate nemiche e l'azione sfumò entro il 9 agosto con solo modesti guadagni territoriali. L'attacco canadese nel settore di Falaise riprese il 14 agosto (operazione Tractable), in congiunzione con gli attacchi della Third United States Army più a sud; l'azione fu un successo e il 19 agosto le unità canadesi incontrarono gli statunitensi nei pressi di Chambois intrappolando diversi reparti tedeschi all'interno della sacca di Falaise, eliminata poi il 21 agosto.
Il successo di Falaise portò al crollo del fronte tedesco in Normandia e al dilagare degli Alleati nel nord della Francia. Mentre le forze di Montgomery dirigevano alla volta del Belgio, la First Army ricevette il compito di ripulire dalle forze tedesche la costa meridionale del canale de La Manica: il 27 agosto le prime unità di Crerar varcarono la Senna e, con in testa i carri della divisione polacca, marciarono verso nord raggiungendo Gand l'8 settembre e Ostenda il 9 settembre, isolando le guarnigioni tedesche dei porti sulla Manica. Il I Corps britannico conquistò Le Havre il 12 settembre (operazione Astonia), mentre il II Corps canadese prese Boulogne-sur-Mer il 22 settembre (operazione Wellhit) e Calais il 30 settembre (operazione Undergo); Dunkerque fu invece isolata e rimase sotto assedio fino alla fine della guerra.

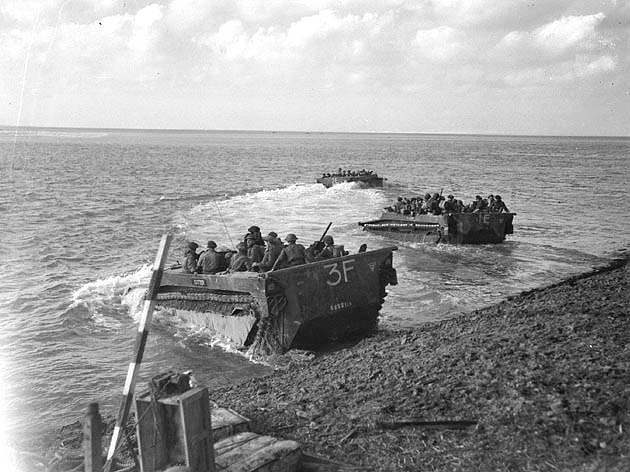
Veicoli anfibi LVT trasportano i fanti canadesi durante la battaglia della Schelda

Completata l'operazione, la First Army fu diretta verso la zona dell'estuario della Schelda in Belgio, il cui possesso avrebbe aperto agli Alleati l'uso del grande porto di Anversa. La battaglia della Schelda imperversò tra il 2 ottobre e l'8 novembre 1944: con una serie di difficili assalti anfibi tra i canali e i fiumi della regione, e al prezzo di forti perdite, gli anglo-canadesi riuscirono infine a portare a termine il compito e ad assicurarsi il controllo della Zelanda; durante questo periodo l'armata fu agli ordini del generale Guy Simonds, visto che il generale Crerar era stato temporaneamente messo fuori gioco da un violento attacco di dissenteria. Alla fine dello scontro la First Army era esausta, e per i successivi tre mesi rimase in posizione difensiva nei Paesi Bassi meridionali lungo il basso corso della Mosa, all'estremità nord dell'intero fronte occidentale; l'organico dell'armata fu ampliato con l'aggiunta del XXX Corps britannico del generale Brian Horrocks.

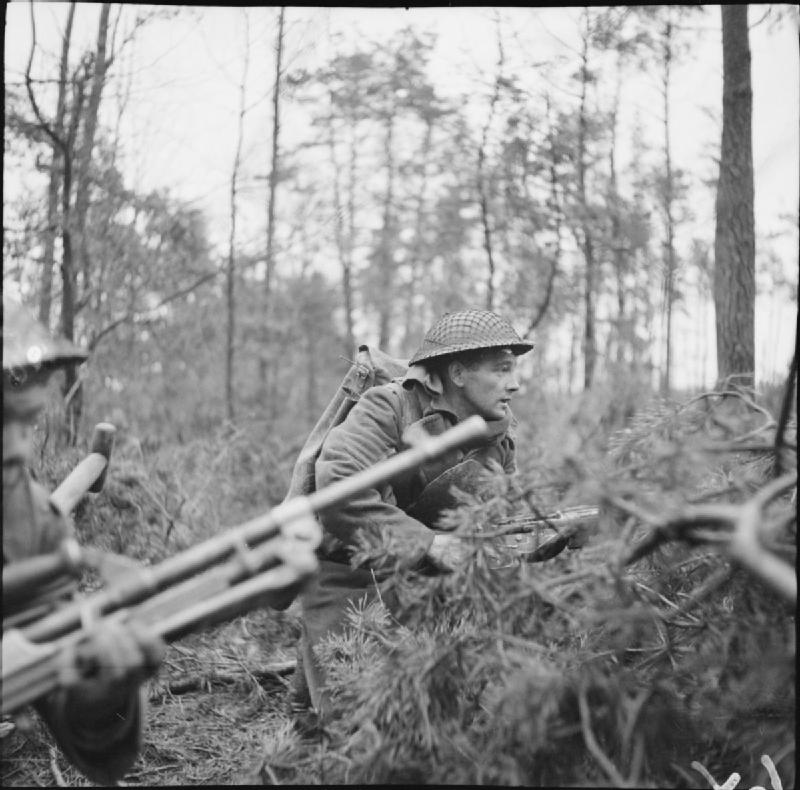
Truppe britanniche della First Canadian Army in azione nella foresta della Klever Reichswald durante l'operazione Veritable

La First Army tornò in azione l'8 febbraio 1945, quando nel corso della più ampia campagna della Renania sferrò una massiccia offensiva (operazione Veritable) per assicurarsi il controllo della zona compresa tra la Mosa e il Reno nella Renania settentrionale; seppur lenta e costosa in fatto di perdite, l'offensiva fu un successo: le difese tedesche della Linea Sigfrido furono sfondate e, dopo una difficile avanzata tra le foreste e gli acquitrini della Klever Reichswald, gli anglo-canadesi presero Kleve e Goch lungo il Reno, ricongiungendosi il 4 marzo a Gheldria con i reparti della Ninth United States Army che avanzavano da sud. Alla fine dell'operazione il I Corps e il XXX Corps britannici tornarono sotto il comando della Second Army, ma alla First Army fu restituito il controllo del I Canadian Corps del generale Charles Foulkes, richiamato dall'Italia e trasferito sul fronte occidentale.
La First Army rimase sulle sue posizioni tra il Reno e la Mosa fino alla fine del marzo 1945, quando prese parte all'avanzata finale delle forze alleate all'interno della Germania. Il II Corps varcò il Reno tra il 28 e il 29 marzo, sulla scia dell'attraversamento realizzato dalla Second Army britannica nei pressi di Wesel (operazione Plunder); dopo aver preso Emmerich am Rhein il II Corps piegò verso ovest dirigendo sul fiume IJssel, mentre il I Corps si metteva in marcia nei Paesi Bassi meridionali. Davanti a una resistenza tedesca in pieno disfacimento, le forze anglo-canadesi liberarono Arnhem il 14 aprile e Groninga il 16 aprile; nel mentre i carri armati della 4th Division e della divisione polacca avanzavano verso la Germania settentrionale, raggiungendo il 15 aprile la costa del Mare del Nord nei pressi della baia di Dollard per poi occupare Oldenburg il 3 maggio e la base navale di Wilhelmshaven il 6 maggio. Gli ultimi giorni di guerra nei Paesi Bassi videro una sostanziale tregua tra i tedeschi da un lato e i canadesi dall'altro, con questi ultimi intenti più che altro ad alleviare gli effetti della grande carestia che affliggeva la popolazione civile della zona.

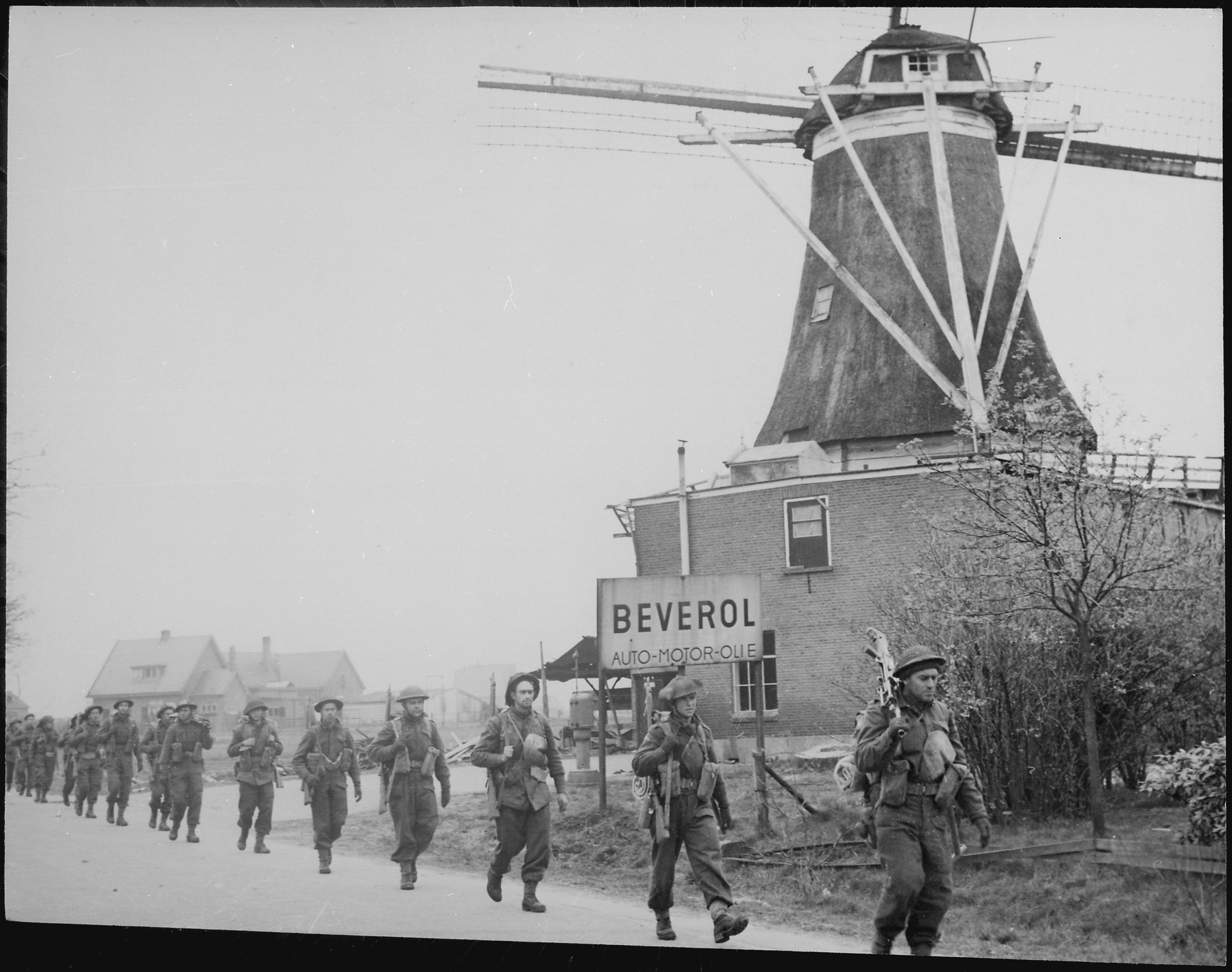
Truppe canadesi attraversano Rijssen-Holten nei Paesi Bassi nell'aprile 1945

Le operazioni di combattimento della First Army cessarono il 4 maggio 1945, quando le forze tedesche nella Germania settentrionale e nei Paesi Bassi siglarono una resa separata; la Germania nazista capitolò poi ufficialmente il 9 maggio seguente. Fino a quel momento, le unità canadesi della First Army avevano subito un totale di più di 44 000 perdite, di cui più di 11 000 morti; le unità non canadesi della First Army (britannici, polacchi e altri) fecero registrare altre 23 000 perdite di cui 4 000 morti. Dopo la conclusione delle ostilità, la First Army svolse compiti di occupazione nei Paesi Bassi, disarmando i reparti tedeschi e provvedendo a ripristinare le autorità civili locali; il 21 maggio la First Army tenne una grande parata militare a L'Aia alla presenza della famiglia reale olandese. L'armata fu poi progressivamente sciolta mentre i vari reparti canadesi venivano avviati al rimpatrio o destinati alla nuova Canadian Army Occupation Force dislocata in Germania; il comando della First Army cessò le operazioni il 30 luglio 1945, anche se l'ordine di scioglimento formale giunse poi il 15 febbraio 1946.

## Comandanti
- Andrew McNaughton (6 aprile 1942 – 21 dicembre 1943)[10]
- Kenneth Stuart (21 dicembre 1943 – 20 marzo 1944) - facente funzioni[11]
- Harry Crerar (20 marzo 1944 – 28 settembre 1944)[10]
- Guy Simonds (28 settembre 1944 – 7 novembre 1944) - facente funzioni[10]
- Harry Crerar (7 novembre 1944 – 30 luglio 1945)[10]